# Dendrophyllia robusta
Espèce
Statut CITES
Dendrophyllia robusta est une espèce de coraux appartenant à la famille des Dendrophylliidae.